# Kusza nyelvcsalád

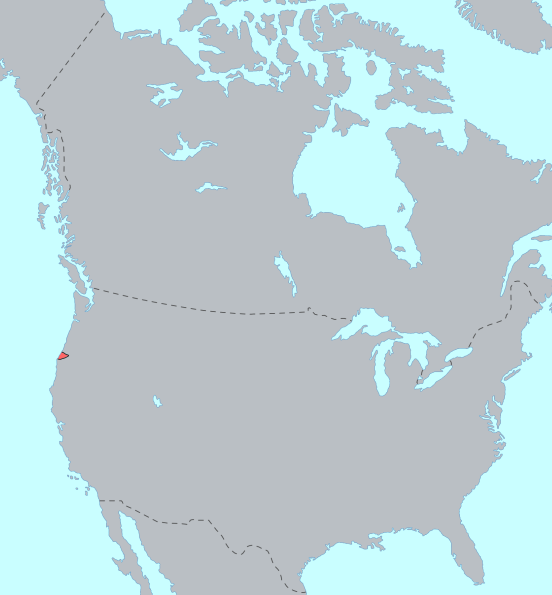
A kusza nyelveket beszélők földrajzi helyzete

A kusza nyelvek (angolul Coosan, Coos vagy Kusan) az amerikai indián nyelvek közül egy apró nyelvcsalád, amely csupán két kihalt nyelvből áll: a hanisz és a miluk nyelvekből. Mindkettőt az USA-ban beszélték, délkelet-Oregon államban.
A hanisz és a miluk nyelvről 1939-ben Melville Jacobs azt mondta, hogy olyan közel állnak egymáshoz, mint a német a hollandhoz.
A hanisz nyelvet a Coos-folyó és a Coos-öböl környékén beszélték. Az utolsó ismert beszélője, Martha Johnson 1972-ben halt meg. A név eredete: há nisznak hívták magukat a nyelv beszélői.
A milukot a Coquille-folyó környékén beszélték. A név eredete a míluk szóból származik, ami miluk nyelven az ezt beszélőket jelenti. Az utolsó ismert miluk nyelven beszélő (aki hanisz nyelven is tudott), Annie Miner Peterson, 1939-ben halt meg.

## Fordítás
- Ez a szócikk részben vagy egészben  a   Coosan languages című angol Wikipédia-szócikk fordításán alapul.  Az eredeti cikk szerkesztőit annak laptörténete sorolja fel. Ez a jelzés csupán a megfogalmazás eredetét és a szerzői jogokat jelzi, nem szolgál a cikkben szereplő információk forrásmegjelöléseként.